# 米家大戰機器人
是一部2021年美國電腦動畫公路科幻喜劇電影，由麥可·里安達執導，並與傑夫·羅維共同撰寫劇本。主要配音員包括艾比·雅各森、丹尼·麥布萊、瑪雅·魯道夫、里安達、艾瑞克·安德烈和奧莉薇雅·柯爾曼。故事講述居住在密西根肯特伍德的少女凱蒂·米契爾準備上大學之際，發生了科技企業家馬克·包曼博士研發的高度人工智能PAL操控家用機械人在全世界獵捕人類的事件，這使得凱蒂必須和家人攜手合作，化解這場危機。
《米家大戰機器人》於2021年4月30日在Netflix上線。本片上映後佳評如潮，眾多影評家協會將其評選為最佳動畫獎，奪得第49屆安妮獎8個獎項，還獲得第94屆奧斯卡金像獎最佳動畫片提名。

## 劇情
凱蒂·米契爾（Katie Mitchell）是居住在密西根肯特伍德的一位古怪而有抱負、熱衷製作電影的少女。她經常與痴迷於自然和技術恐懼的父親瑞克·米契爾（Rick Mitchell）發生衝突；她的母親琳達·米契爾（Linda Mitchell）雖不理解凱蒂的興趣，仍願意支持她；唯一理解她的家庭成員，僅有熱愛恐龍的弟弟亞倫·米契爾（Aaron Mitchell）。凱蒂在近期被加利福尼亞州的電影學校錄取，準備前往當地求學，但在她將要離家的前一夜，瑞克因為凱蒂在用餐期間展示她拍攝的一部短片、對凱蒂未來能否憑製片維生提出質疑而發生爭執，不慎弄壞她的筆記型電腦，令琳達和亞倫非常擔心兩者的關係陷入緊張狀態。為了防止這種情況發生，瑞克決定取消凱蒂的航班，轉而帶她、琳達、亞倫和家裡的狗麻糬（Monchi）前往她的大學、進行一次越野公路旅行，作為最後的家族回憶。
同時間，科技企業家馬克·包曼博士（Dr. Mark Bowman）宣稱自己已開發出一系列全新的家用機器人，取代原有的高度人工智能PAL，招致了PAL的報復，PAL命令所有機器人在全世界獵捕人類並準備將他們放逐至太空。瑞克為了全家安全，決定讓一家人躲在堪薩斯一家路邊咖啡館暫避危機，但是凱蒂選擇說服瑞克協助拯救世界。父女倆行動期間打壞兩台機器人艾瑞克（Eric）和戴博拉5000型（Deborahbot 5000），造成它們系統錯誤，凱蒂命令它們供出如何以終止代碼關閉 PAL 和所有機器人，藉此化解這次機器人危機。
一行人前往科羅拉多州東部某間購物中心，準備上傳代碼阻止危機，卻遭安裝PAL晶片的大量家電妨礙，凱蒂準備上傳代碼時，眼見一隻巨大的菲比精灵正追捕家人，只好轉而和家人合作誘捕並擊敗菲比，但卻不幸破壞了一台 PAL 的路由器，導致無法上傳代碼。一家人只好啟程前往矽谷準備直接將代碼輸入至 PAL ，琳達透露她和瑞克數年前原本居住在山中小屋，而那是瑞克的畢生夢想，但後來瑞克顧及家庭責任，才會搬離山中小屋以方便小孩就學。米契爾一家抵達矽谷後，偽裝成機器人前往 PAL 實驗室總部試圖將其關閉，但是PAL以廣播影像從中離間米契爾一家，播放了凱蒂在咖啡館偷偷告訴亞倫她只是假裝對瑞克有信心的對話監控錄像。目睹此事的瑞克傷心不已，造成米切爾一家不但未能闖入 PAL 的總部，連瑞克和琳達也都被 PAL 旗下更強大、更聰明的新型機器人俘虜。 PAL 對艾瑞克和戴博拉5000型進行再編碼，好讓它們重新服從她，凱蒂、亞倫、麻糬則逮到機會趁隙逃脫。
凱蒂在她的家庭攝影機裡發現了瑞克在她童年時期的錄影，意識到瑞克為了讓她過上正常的生活，才出售了代表畢生夢想的山中小屋。與此同時，瑞克看見被囚禁在隔壁電子牢房的馬克，正在觀賞凱蒂製作的一段反映父女關係的影片，而且還笑得樂不可支，當馬克告訴瑞克，自己很欣賞作者（凱蒂）的才華後，瑞克反思了他對待凱蒂的行為。凱蒂利用家用機器人無法分辨麻糬是何物種的弱點，駕車直驅實驗室，造成大量機器人系統錯誤。瑞克和琳達獲得馬克的協助順利脫困，並計劃廣播凱蒂所拍攝的麻糬影片，藉此讓所有機器人陷入短路狀態，但瑞克上傳視頻時無法抵禦為數眾多的機器人，導致於凱蒂和亞倫被機器人擄走。面對 PAL 為何要拯救人類的問題，凱蒂表示盡管維持家庭關係並不容易，但仍值得為此努力，PAL 拒絕接受凱蒂的回覆，將她從樓頂丟了下來。此時艾瑞克和戴博拉5000型受到瑞克的啟發，恢復成再編碼前的狀態救了凱蒂並協助廣播麻糬的影片。一家人聯合起來對抗剩下的機器人。最後凱蒂將PAL從高空拋下，經由麻糬的幫助，令PAL墜入游泳池畔的一杯水裡摧毀了她，解放了所有人類並讓所有被控制的機器人停止運作。
事件落幕後，凱蒂和她的家人抵達她所就讀的大學，與他們告別。艾瑞克和戴博拉5000型也成為米契爾家庭的一份子。凱蒂與家人透過視訊對話交流近況，獲知他們獲頒國會榮譽獎章的喜訊。故事尾聲，米契爾一家為了領取國會榮譽獎章，偕同艾瑞克和戴博拉5000型展開了前往華盛頓特區的公路旅行。

## 配音員
| 配音員          | 配音員                                                                                    | 配音員                                                         | 角色              |
| 美國            | 台灣                                                                                      | 香港                                                           | 角色              |
| --------------- | ----------------------------------------------------------------------------------------- | -------------------------------------------------------------- | ----------------- |
| 丹尼·麥布萊     | 孫誠                                                                                      | 蔡忠衛                                                         | 瑞克·米契爾（Rick Mitchell）   |
| 艾比·雅各森     | 魚乾 詹凱芸 (少女)                                                                        | 何璐怡 李芯怡 (少女)                                           | 凱蒂·米契爾（Katie Mitchell）   |
| 瑪雅·魯道夫     | 陶敏嫻                                                                                    | 邵美君                                                         | 琳達·米契爾（Linda Mitchell）   |
| 麥可·里安達     | 超強系列                                                                                  | 陳旭恆                                                         | 亞倫·米契爾（Aaron Mitchell）   |
| 奧莉薇雅·柯爾曼 | 盧怡君                                                                                    | 莊巧兒                                                         | PAL               |
| 艾瑞克·安德烈   | 蔣鐵城                                                                                    | 黃啟昌                                                         | 馬克·包曼博士（Dr. Mark Bowman） |
| 弗雷德·阿米森   | 王辰驊                                                                                    | 梁梓禧                                                         | 戴博拉5000型（Deborahbot 5000）  |
| 貝克·班尼特     | 于正昇                                                                                    | 梁皓翔                                                         | 艾瑞克（Eric）        |
| 約翰·傳奇       | 阿神                                                                                      | 黎景全                                                         | 吉姆·波西（Jim Posey）     |
| 克莉絲汀·泰根   | 一隻阿圓                                                                                  | 馬慧琪                                                         | 海莉·波西（Hailey Posey）     |
| 查琳·易         | 予樂                                                                                      | 鄒卓琳                                                         | 艾比·波西（Abby Posey）     |
| 布雷克·葛里芬   | 陳彥鈞                                                                                    | 李建良                                                         | Pal Max Prime     |
| 康納·歐布萊恩   | 李世揚                                                                                    | 陳振聲                                                         | 格蘭森5000型（Glaxxon 5000）  |
| 巴哥犬道格      |                                                                                           |                                                                | 麻糬（Monchi）          |
|                 | 卡卡 三原慧悟 貝拉 菜喳 梅伯 陳彥鈞 詹舒喬 李珮嘉 謝寧 徐瑀甄 陳建志 陳凌雲 沈庭均 廖俐婷 | 麥嘉彤 馬譽軒 陳祖兒 鄭佩嘉 葉嘉敏 賈澤麟 黃文偉 周凱榮 賴芸芬 |                   |

## 製作
2018年5月22日，索尼動畫宣佈菲爾·洛德與克里斯多福·米勒正在製作一部名為《The Mitchells vs. the Machines》的動畫電影。《神秘小鎮大冒險》的前編劇麥可·里安達和傑夫·羅維將撰寫劇本，而里安達將擔任導演一職。2020年2月，宣佈艾比·雅各森、丹尼·麥布萊、瑪雅·魯道夫、導演里安達、艾瑞克·安德烈和奧莉薇雅·柯爾曼加盟配音陣容，而片名改為《Connected》。

## 發行
《米家大戰機器人》由索尼影視娛樂原定於2020年9月18日在美國上映 ，但因2019冠狀病毒病美國疫情影響，延期至1月29日上映。2021年1月，宣佈該片由Netflix獲得除了中國大陸外的國際發行權，片名改回《The Mitchells vs. the Machines》。2021年3月，宣佈電影將於2021年4月30日在Netflix上線

### 評價
《米家大戰機器人》普遍受評論家好評，本片在爛番茄根據122條評論，持有98%的新鮮度，平均得分8.30／10，觀眾投票獲得90%的分數，平均得分為4.4／5，網站共識評論寫道：「引人入勝且充滿活力，《米家大戰機器人》講述了一個有趣、令人愉悅的故事，全家人都能欣賞。」，列名該網站2021年度的最佳評價電影第10名兼最佳評價動畫電影第2名。在網際網路電影資料庫的平均分數為7.6（滿分10分），同時排名2021年度的最佳動畫電影第1名與最佳科幻電影第4名。在Metacritic上，電影基於33條評論，獲得81分（滿分100分）。Metacritic結算2021年「Critic Top Ten」電影榜單，《米家大戰機器人》與《漂浪人生》是唯二出現在前30名的動畫電影。2022年，《IndieWire》列出21世紀最佳41部動畫電影名冊裡，本片排名第16名。

### 獲獎與提名獎項
| 獲獎獎項 - 2021年第15屆休士頓影評人協會獎：最佳動畫片獎。 - 2021年紐約影評人協會獎：最佳動畫片獎。 - 2021年底特律影评人协会：最佳動畫片獎。 - 2021年華盛頓特區影評人協會獎：最佳動畫片獎。 - 2021年聖路易斯影評人協會獎：最佳動畫片獎、最佳喜剧片獎。 - 2021年好萊塢影評人協會：最佳劇本（麥可·里安達和傑夫·羅維） - 2021年SCAD薩凡納電影節：動畫傑出成就（菲爾·洛德與克里斯多福·米勒） - 2021年紐約影評人協會：最佳動畫片獎 - 2021年底特律影評人協會：最佳動畫片獎 - 2021年華盛頓特區影評人協會：最佳動畫片獎 - 2021年聖路易斯影評人協會獎：最佳動畫片獎 - 2021年亞特蘭大影評人協會獎：最佳動畫片獎 - 2021黑色影評圈：最佳動畫片獎 - 2021波士頓線上影評人協會：最佳動畫片獎 - 2022廣播影評人協會獎：最佳動畫片獎 - 2022年奧斯汀影評人協會：最佳動畫片獎、最佳聲演/動畫/數位表演獎（艾比·雅各森） - 2022年第49屆安妮獎：最佳影片獎、最佳動畫效果獎、最佳角色設計獎、最佳導演、最佳製片、最佳聲演、最佳編劇、最佳長篇作品編輯獎。 - 2022年女性電影記者聯盟：最佳動畫片獎。 - 2022年第27屆評論家選擇電影獎：最佳動畫片獎。 - 2022年第75届英国电影学院奖：最佳動畫片獎。 | 提名獎項 - 2021年好萊塢影評人協會：最佳影片、最佳電影人（麥可·里安達） - 2021年第12屆好萊塢媒體音樂大獎：動畫電影最佳原創配樂、動畫電影最佳原創歌曲 - 2021年第47屆全美民選獎：最喜歡的家庭電影 - 2021年華盛頓特區影評人協會：最佳配音表演（艾比·雅各森） - 2021年聖路易斯影評人協會獎：最佳喜劇獎 - 2022年女性電影記者聯盟：最佳動畫女性 - 2022年第75屆英國電影學院獎：最佳動畫片 - 2022年第26屆衛星獎：最佳動畫或混合媒體長片 - 2022年第20屆視覺效果協會獎：動畫長片出色視覺效果獎、動畫長片傑出動畫角色獎 - 2022年第33屆GLAAD 媒體獎 ：GLAAD 媒體獎傑出電影——廣泛發行 - 2021年藝術指導工會獎：動畫電影製作設計卓越獎 - 2022年第33屆美國製片人協會獎：動畫戲劇電影傑出製片人 - 2022年第94屆奧斯卡金像獎：最佳動畫長片 - 2022年美國電影編輯獎：最佳剪輯動畫長片 - 2021年電影音頻協會獎：動畫電影混音傑出成就獎 - 2021 年金捲軸獎：傑出的聲音剪輯成就——長片動畫 - BAFTA 2022年兒童與青少年獎：最佳故事片 |